# Philippe Gaspard Gauckler
Pour les articles homonymes, voir Gauckler.
Philippe Gaspard Gauckler (né le 18 janvier 1826 à Wissembourg de Philipp Frederic Gauckler et Margaretha Salomea Steigelmann, Bas-Rhin, et décédé le 5 octobre 1905 à Paris) est un ingénieur en génie civil.

## Carrière
Gauckler effectue sa formation à Strasbourg avant d'intégrer en 1848 le corps des ingénieurs des ponts et chaussées. Il exerce sa profession notamment à Marseille, Nancy, Épinal et Bordeaux. En 1868, après un séjour de deux ans en Espagne, il est affecté à Colmar, où il est promu Ingénieur 1ère classe. En 1870, il est mobilisé en tant que colonel d'état-major puis nommé chef d'état-major à l'Armée des Vosges. En 1872, il est nommé à Épinal où il demeurera durant dix ans. Chargé de reconstituer les routes nationales, il reconstitue aussi un réseau de chemins stratégiques et réorganise les chemins de fer sur le département. Il développe également la pisciculture à Bouzey. En 1881, il devient ingénieur en chef et directeur des Chemins de fer français. En 1886, il est promu Inspecteur général des Ponts et Chaussées et a ce titre est responsable du corps d’ingénieurs.
La Formule de Gauckler-Manning-Strickler développée en 1868 entre autres par lui porte son nom. Cette formule permet de calculer la vitesse moyenne d’un écoulement à surface libre,,.
En 1867 il est nommé chevalier de la légion d’honneur et 1871 officier de cette même légion.
Son fils Paul Gauckler (1866-1911) a été un pionnier de l’archéologie en Tunisie.

## Publications

### Ouvrages
- Philipe Gaspard Gauckler, Du mouvement de l'eau dans les conduites, Paris, 1868[8]
- Philipe Gaspard Gauckler, Mémoire sur la défense du territoire contre les inondations, Paris, Dunot, 1868[8]
- Philipe Gaspard Gauckler, Le Beau Et Son Histoire, Paris, Germer Baillière, coll. « Bibliothèque de philosophie contemporaine », 1er janvier 1873, 218 p. (ISBN 978-1-289-41015-5, lire en ligne)
- Philipe Gaspard Gauckler, Les poissons d'eau douce et la pisciculture, Paris, J. Michelet, 1881, 344 p. (ISBN 978-2-01-289844-8, lire en ligne)